# Kukunaries
Кукунаријес (грчки: Κουκουναριές) је локалитет и плажа у југозападном делу острва Скијатос у Грчкој. Кукунаријес на грчком значи шишарка. Заузима површину од око 1,5 km². Удаљен је 11 км југозападно од главног града острва. Скијатос је део острвске групе Споради у северном делу Егејског мора. 
Грчка национална туристичка организација (ГНТО) је 1964. године прогласила Скијатос специјалном зоном развоја туризма, а град Скијатос је био једино насеље на острву. Након зонирања ГНТО-а, изграђен је асфалтни пут дуж обале који је повезао град Скијатос са Кукунаријесом. Отприлике у исто време, на Кукунаријесу је изграђен и први велики хотел на острву. Локалитет је последња станица аутобуске линије из града Скијатоса.

## Природне одлике
Кукунаријес је лагуна  иза које се налази шумовито полуострво прекривено стаблима каменог бора (Pinus Pinea), као и бројним стаблима смокве. Непосредно иза лагуне налази се национални парк природе и слатководно језеро Строфилија, које је природним путем повезано са морем. Цео локалитет је насељен бројним заштићеним биљним и животињским врстама. Закони о заштити природе ЕУ се посебно односе на локалитете обухваћене пројектом еколошке мреже Натура 2000. Пројекат има за циљ заштиту угрожених врста. Област Кукунаријес и шири морски реон око плаже је део пројекта Натура 2000 и покрива површину од 88 хектара. Ово је једини резерват шуме каменог бора на неком од медитеранских острва. 

## Плажа
Плажа се сматра једном од најлепших светских плажа, а 2003. године је проглашена за најлепшу плажу Медитерана. Дугачка је око 800 метара и у облику је полумесеца. Плажа има још једно име, Криси Амос (грчки: Χρυσή Άμμος), што значи "златни песак". Дуж обале се пружа борова шума која плажу одваја од језера. Године 2012. године је награђена Плавом заставом због изузетне чистоће воде.
Данас је цела област популарна, добро организована летња туристичка дестинација на којој се налазе хотели, апартмани, таверне, барови и друго. 

## Становништво
| Година | Број становника |
| ------ | --------------- |
| 2001   | 126             |
| 2011   | 119             |
| 2021   | 44              |

## Галерија
- Лагуна
- Плажа Кукунаријес
- Резерват природе
- Језеро Строфилија